# Rayeuk Jawa
Rayeuk Jawa is een bestuurslaag in het regentschap Aceh Utara van de provincie Atjeh, Indonesië. Rayeuk Jawa telt 471 inwoners (volkstelling 2010).